# Komitet Redaktorów Czasopism Wojskowych
Komitet Redaktorów Czasopism Wojskowych – został powołany w 1933 do koordynacji działań poszczególnych redakcji fachowym czasopism wojskowych – odnośnie do przestrzegania tajemnicy wojskowej, wyboru artykułów oraz planowania wielkości budżetu na cele wydawnicze.
Na czele Komitetu stał szef Wojskowego Instytutu Naukowo-Wydawniczego.